# Isabel Leybaert
Isabel Leybaert (Gent, 8 april 1967) is een Vlaamse actrice.

## Loopbaan
Leybaert speelde onder meer Katrien Meersman in Zone Stad en Margot Thyssen in Kaat & co. Verder is zij docent Algemene Verbale Vorming (AVV), Voordracht, Drama en Toneel aan het Stedelijk Conservatorium Mechelen.

## Filmografie
- Postbus X (1988) – Vriendin van pianist
- Kwis (1988) – Hostess
- De Grijze Man (1991)
- F.C. De Kampioenen (1992) – Escortedame
- Het Park (1993) – Veerle
- Niet voor publikatie (1994)
- F.C. De Kampioenen (1996) – Pia Maria
- Hof van Assisen (1998) – Vicky Bruyninckx
- Flamenco in mineur (1998)
- F.C. De Kampioenen (1999) – Pia Maria
- Flikken (1999) – Kristien
- Flikken (2001) – Machteld
- Flikken (2009) – Maggy Vroman
- Zone Stad (2003-2004) – Katrien Meersman
- Rupel (2004) – Griet Valck
- Kaat & co (2006-2007) – Margot Thyssen
- F.C. De Kampioenen (2008) – Baliebediende
- Meisjes (2009) – Jessie
- Code 37 (2011) – Vera Wijnant
- Aspe (2011) – Vrouw van John Daniëls
- Danni Lowinski (2012) – Linda Swartenbroeckx
- wtFOCK (2018) – Mama Jana

## Theater
- Kwis, Mechels Miniatuur Teater (1986-1988)
- Zijn eerste film, Koninklijk Muziekconservatorium Brussel (1988-1989)
- De Meiden, Koninklijk Muziekconservatorium Brussel (1988-1989)
- De Geruilde Waaiers, Koninklijk Muziekconservatorium Brussel (1988-1989)
- Bodeverhaal uit Thyestes, Koninklijk Muziekconservatorium Brussel (1988-1989)
- De tovenaar van Oz, Het Schooljeugdtheater (1989-1991)
- Het duel, Het Gevolg (1989-1991)
- Smack!, Fakkeltheater (1993)
- De ballade van heer Halewyn, Internationale Nieuwe Scène (1993-1994)
- Trainspotting, Fakkeltheater (1997-1998)
- Toren van kaneel, Opera Mobile (1997-1998)
- Design for living, Nieuw Ensemble RaamTeater (1998-1999)
- Beathoven, Le Mal du Siecle (1998-2000)
- De sneeuwkoningin, De Maan (2001)
- Stille Nacht, Max Last (2021-2023)